# Sindrome di Marchiafava-Bignami
La sindrome di Marchiafava-Bignami è una malattia neurologica progressiva che tipicamente colpisce soggetti alcolisti, caratterizzata da demielinizzazione del corpo calloso cui segue la necrosi e successiva atrofia. La malattia fu descritta per la prima volta nel 1903 dai patologi italiani Amico Bignami ed Ettore Marchiafava in tre soggetti alcolisti.
Nell'autopsia di questi pazienti Marchiafava e Bignami notarono che i due terzi medi del corpo calloso erano necrotici. La sindrome non è di facile diagnosi e, allo stato dell'arte, non esiste un trattamento specifico. Fino al 2008 in letteratura medica erano stati segnalati solo circa 300 casi. Se trattata precocemente, la maggior parte dei pazienti è in grado di sopravvivere.

## Eziologia e fisiopatologia
I soggetti affetti da sindrome di Marchiafava-Bignami hanno quasi sempre una storia personale di abuso di alcol. Il meccanismo della malattia non è stato ancora completamente compreso, ma si ritiene che, similmente alla sindrome di Wernicke-Korsakoff possa essere causato da una carenza di Vitamina B, o direttamente dalla malnutrizione o dall'abuso di alcool.
Nel 2017 alcuni studiosi, dopo aver eseguito una review della letteratura di 100 studi, hanno suggerito un possibile meccanismo di sinergismo fra gli effetti neurotossici dell'alcool etilico e una carenza di vitamine del gruppo B, in particolare della tiamina (vitamina B1).
Molti casi sono comunque stati riportati in pazienti con diabete mellito in scarso controllo metabolico e conseguenti marcate fluttuazioni dei livelli di glicemia. Ciò sembra poter correlarsi a mielinolisi del corpo calloso, un meccanismo per certi versi simile a quello che in altre condizioni conduce alla mielinolisi pontina centrale.
Il danno cerebrale in qualche caso sembra potersi estendere alla sostanza bianca e alle regioni sottocorticali.
In letteratura sono comunque riportati diversi casi di soggetti non-alcolisti che hanno presentato sintomi e segni clinici, nonché reperti radiologici tipici della sindrome.

## Epidemiologia
Il disturbo si manifesta in entrambi i sessi, ma prevale nel sesso maschile. La maggior parte dei casi si verifica in età avanzata, in particolare in soggetti con più di 45 anni di età.

## Sintomi
Il tempo e l'esordio dei sintomi sono molto variabili da soggetto a soggetto. 
Alcuni pazienti fin dall'esordio vanno incontro a stato stuporoso e coma, condizioni che ne comportano l'immediata ospedalizzazione.
Altri soggetti vanno incontro ad episodi di convulsione; altri ancora sviluppano, spesso in modo subdolo, un deterioramento cognitivo o una franca demenza che può associarsi a problemi di deambulazione. Questi ultimi sono complicati da una tendenza alla spasticità muscolare. Altri disturbi che si associano alla sindrome sono di natura psichiatrica e neurologica: depressione del tono dell'umore, emiparesi, afasia, disartria, aprassia e incontinenza fecale e urinaria.
Esistono 2 sottotipi clinici della sindrome:
- Tipo A: in cui predomina lo stupor e il coma. In questo tipo l'imaging radiologico mostra il coinvolgimento dell'intero corpo calloso. Questo sottotipo risulta anche associato con una sintomatologia da motoneurone superiore
- Tipo B: questo tipo si caratterizza per un imaging radiologico decisamente più sfumato (lesioni parziali a carico del corpo calloso) e status mentale solo parzialmente alterato o addirittura normale.[14]

## Diagnosi
La malattia viene generalmente diagnosticata tramite una TAC con mdc e specialmente tramite il ricorso alla risonanza magnetica. I ricorso a queste tecniche di imaging radiologico è dovuto al fatto che la gran parte dei sintomi del paziente risulta aspecifica e/o comune ad altri disturbi che debbono rientrare nella diagnosi differenziale. Prima dell'avvento di queste tecniche spesso la diagnosi di certezza era possibile solo dopo l'esame autoptico. La sindrome può essere distinta da altre malattie neurologiche grazie alla simmetria delle lesioni a carico del corpo calloso e alla tendenza a risparmiare le zone superiori e inferiori della struttura. È possibile un'estensione delle lesioni a carico della sostanza bianca, della corteccia frontale e del putamen.

## Trattamento
Il trattamento prevede l'immediata interruzione di assunzione di bevande alcoliche. I soggetti trattati con tiamina e altre vitamine del complesso B, presentano una tendenza significativa a risultati complessivamente migliori rispetto a coloro che non vengono trattati. La dose di tiamina (vitamina B1) è la medesima raccomandata per la malattia di Wernicke (500 mg per via endovenosa tre volte al giorno) e il trattamento dovrebbe continuare fino ad avvenuto recupero. I corticosteroidi sono di utilizzo comune nel trattamento del disturbo, e vi si ricorre per i loro effetti di riduzione dell'infiammazione e dell'edema cerebrale, di blocco del processo di demielinizzazione e di stabilizzazione della barriera emato-encefalica.

## Prognosi
La prognosi della sindrome è strettamente correlata con i sottotipi. In particolare il tipo A ha la prognosi peggiore, con una disabilità a lungo termine del 86% e una mortalità del 21%. Il tipo B ha una prognosi meno severa (disabilità a lungo termine del 19% e mortalità pressoché nulla).